# Jüdische Volksstimme

Ausgabe 1/XIII, März 1912

Die Jüdische Volksstimme war eine deutschsprachige jüdische Zeitung, die zuerst in Brünn, später auch in Wien, Budapest, Prag und Lemberg erschien. Sie wurde von Max Hickl (1900–1920), Robert Stricker und Berthold Feiwel herausgegeben. Sie erschien ab Februar 1900 wöchentlich; 1934 wurde sie eingestellt.
Die Zeitung änderte ihren Namen kurzzeitig in Wiener Jüdische Volksstimme und richtete sich vorwiegend an die jüdische Arbeiter- und Handwerkerschaft. Hatte die Jüdische Volksstimme vorerst ihren Hauptabsatzmarkt in den östlichen Regionen der Österreichisch-Ungarischen Monarchie, so wurde sie bald zur zweiten großen überregionalen Zeitung, die sich in der Programmatik dem immer militanter werdenden Antisemitismus beziehungsweise dem Zionismus widmete.